# Basilica della Madonna della Quercia
La basilica di Santa Maria della Quercia [(ES) : basílica de Nuestra Señora la Virgen de la Encina], dedicata alla Madonna, è una chiesa situata a Ponferrada, in provincia di León, in Spagna.

## Storia
Secondo la leggenda, il nome della chiesa deriva da un'immagine della Madonna che venne trovata nel tronco di una quercia.
I lavori di costruzione iniziarono nella seconda metà del XVI secolo ma subirono diverse pause. Tra il 1573 e il 1593 furono edificate solo la cappella maggiore e la crociera. Dopo il 1612 Pedro Álvarez de la Torre preparò la nuova pianta della chiesa. Dal 1648 al 1670 Juan Bautista de Velasco riprese in mano il cantiere e portò a termine la costruzione della basilica.